# Sheboygan Red Skins 1947-1948
La stagione 1947-48 degli Sheboygan Red Skins fu la 10ª nella NBL per la franchigia.
Gli Sheboygan Red Skins arrivarono quinti nella Western Division con un record di 23-37, non qualificandosi per i play-off.

## Roster
| N° | Naz.                   | Ruolo | Sportivo        | Anno | Alt. | Peso |
| -- | ---------------------- | ----- | --------------- | ---- | ---- | ---- |
|    | Stati Uniti (bandiera) | AC    | Mike Todorovich | 1923 | 196  | 100  |
|    | Stati Uniti (bandiera) | GA    | Paul Cloyd      | 1920 | 188  | 82   |
|    | Stati Uniti (bandiera) | AC    | Max Morris      | 1925 | 188  | 88   |
|    | Stati Uniti (bandiera) | AC    | Ed Dancker      | 1914 | 201  | 91   |
|    | Stati Uniti (bandiera) | GA    | Freddie Lewis   | 1921 | 188  | 88   |
|    | Stati Uniti (bandiera) | AC    | Les Deaton      | 1923 | 193  | 95   |
|    | Stati Uniti (bandiera) | GA    | Al Lucas        | 1922 | 191  | 88   |
|    | Stati Uniti (bandiera) | GA    | Bob Bolyard     | 1920 | 183  | 83   |
|    | Stati Uniti (bandiera) | G     | Bobby McDermott | 1914 | 180  | 82   |
|    | Stati Uniti (bandiera) | GA    | Luther Harris   | 1923 | 191  | 88   |
|    | Stati Uniti (bandiera) | GA    | Milt Ticco      | 1922 | 191  | 93   |
|    | Stati Uniti (bandiera) | C     | Bob Dykstra     | 1922 | 206  | 104  |
|    | Stati Uniti (bandiera) | GA    | Fred Gantt      | 1922 | 191  | 77   |
|    | Stati Uniti (bandiera) | G     | Ken Suesens     | 1916 | 185  | 79   |
|    | Stati Uniti (bandiera) | GA    | Jack Forestieri | 1927 | 183  | 84   |
|    | Stati Uniti (bandiera) | G     | Cecil Hankins   | 1922 | 185  | 79   |

## Staff tecnico
- Allenatori: Doxie Moore, Bobby McDermott (4-5)[1], Doxie Moore